# Хералдика
Хералдика је широк појам, који обухвата дизајн, приказ и проучавање грбног знамења, као и сродних дисциплина, попут вексилологије, заједно са проучавањем церемоније, чина и педигреа. Изучавање грбова, најпознатија грана хералдике, обухвата дизајн и пренос хералдичког достигнућа. Војна опрема од хералдичког интереса обично обухвата грб на штиту, кацигу и челенку, заједно са свом пратећом опремом, као што су држачи штита, беџеви, хералдички барјаци и мотои.
Иако употреба разне опреме за означавање појединаца и група сеже до антике, и облик и употреба такве опреме увелико су се разликовали, а концепт регуларних, наследних дизајнова, који представљају препознатљиву одлику хералдике, није се развио до позног средњег века. Веома често се тврди да је употреба шлемова са заштитним лицима током овог периода отежала препознавање командира на бојном пољу када су се велике војске окупљале током дужих временских периода, што је захтевало развој хералдике као симболичког језика, међутим постоји врло је мало стварне подршка за ово гледиште.
Хералдика је у ужем смислу наука о грбовима, каја је као помоћна историјска наука, настала у 11. веку. Настала је у време крсташких ратова. Први крсташи нису носили обележја на штитовима и одећи, да би се временом услед отежаног распознавања витезова под оклопом увело означавање штита и одеће. Како је време одмицало указала се потреба за „пописом” односно вођењем евиденције о симболима на штиту, тј. о власнику сваког графичког (ликовног) изображења на штиту. Сваки витез је могао да има само један јединствен ликовни приказ за свој грб. Тако да је грб на неки начин име и презиме појединца (у то време витеза) изображено (нацртано) на штиту. Потребу за вођењем евиденције захтевали су у почетку војсковође на терену, а касније и владари. Тако да је сваки војвода или владар имао свог Херолда. Ови појединци, херолди, су били упућени у све особености грбословља, односно имали су посебан језик и термине за описивање грбовних знамења (блазонирање). Херолди су уједно и израђивали, графички (ликовно) изображавали грб на основу писаног блазона. Временом, како су витезови добијали имања и привилегије издвајао се слој богатих (племенитих). То племство је добило од владара, поред имања и материјалних добара, грбове за своје заслуге. Ти грбови су постали наследни и у народу је остала прича да су грбови привилегија богатих.
Лепота и раскош хералдичких дизајнова омогућили су им да преживе поступно напуштање оклопа на бојном пољу током седамнаестог века. Хералдика је песнички описана као „слушкиња историје”, „скраћена нотација историје”, и „цветна граница у башти историје”. У модерно доба, појединци, јавне и приватне организације, корпорације, градови, места и региони користе хералдику и њене конвенције да симболишу своје наслеђе, достигнућа и аспирације.
У данашње време, од 20. века до данас грбословље се често повезује и са родословљем, јер су носиоци грбова исте добијали у наслеђе. Грб може да има свако без обзира на статус и било које разлике. Хералдика се, по областима којима се бави, углавном дели на:
- државна хералдика - грбови савремених и историјских држава
- градска хералдика - хералдика разних градова и општина
- обласна херладика - области и покрајине разних држава
- црквена хералдика - свештенство и црквена хијерархија
- академска хералдика - академске институције
- породична хералдика - грбови племићких фамилија
- грбови разних појединаца
- спортска хералдика - грбови спортских савеза, спортских клубова

Хералдика је развила велику разноврсност симбола којима се користи, и доделила специфична значења сваком од њих: основне боје, животиње, биљке, митолошка бића, и предмети.

## Основна правила
Хералдика се заснива на строго утврђеним хералдичким правилима, од којих су многа општа и универзална. Сваки грб мора бити јединствен тако да не могу постојати два иста грба, па се два слична морају разликовати бар у неком детаљу. Такође, једна особа тј. један носилац грба може имати у употреби само један грб.
Такође, има и хералдичких правила која се у једној земљи примењују а у другој не. То је зато што је хералдика у неким земљама развиле неке специфичности које су остале само њој својствене. Према земљама, може се разликовати неколико главних система хералдике:
- Француски систем хералдике
- Енглески систем хералдике
- Немачки систем хералдике

## Развој хералдике
У средњем веку кад су витезови носили оклопе и кациге било је врло тешко да се међусобно распознају. Због тога су почели да носе знамења (грбове) владара којима су потчињени. Нарочито током крсташких ратова ова „мода“ се проширила у целој Европи. Убрзо је број различитих грбова толико нарастао да краљеви нису више могли да памте који је који. Уместо њих су памтили први хералдичари. Они су за време битака стајали поред краљева и појашњавали им који војници припадају ком великашу и на чијој страни се боре.
Још тада, из XI – XIII века, датирају прва правила хералдике. Прво и основно је: грб мора да буде препознатљив (јасан) на даљину–разумљиво је зашто. Из овог су извучена нека практична правила. Боја не сме да иде уз боју, и метал не сме да буде уз метал. (Метали су иначе сребро и злато, тј. бела и жута.) Затим, користе се само чисте боје а не пастелне или нејасне, како би се и на великој даљини разликовале.
Пуњење је оно што ставимо унутар грба, најчешће каква животиња или биљка, а може да буде и тврђава, или уопште ма који предмет.
Ако стручним језиком „опишемо“ грб, сваки хералдичар ће по том текстуалном опису моћи да нацрта како грб приближно изгледа. Постоје и рачунарски програми који мање или више успешно цртају грбове по описима. Тај опис се назива блазон, и прилично је једноставан, с тим што је потребно познавати терминологију, која је мешавина француских, енглеских и латинских назива.

## Хералдичка девиза
Хералдичка девиза је кратка, обично латинска максима која, иако постоје крилатице и на националним језицима, преноси општу мудрост, јасно упућујући на идеологију витештва и племенитости.
Овакви натписи су се обично постављали на траке испод грба или на пиједестал држача. Да су у грбу били држачи без постоља, могли би да држе врпцу са мотом, на пример у канџама задњих ногу. Мото је такође био унапређење грба, због чега се ретко среће у пољској хералдици пре 18. века, а популарност стиче тек у време након поделе. У новије време крилатице се често налазе у националним грбовима, посебно у младим земљама, нпр. Афричким.
У грбовима породица шкотских кланова постоје двоструке пароле, изнад кациге је ратни позив клана, обично на галском, а испод штита уобичајена крилатица.